# Freddy Blak
Freddy Blak (ur. 8 marca 1945 w Odense) – duński polityk, związkowiec, w latach 1989–2004 deputowany do Parlamentu Europejskiego III, IV i V kadencji.

## Życiorys
Z zawodu pracownik fizyczny. Zajął się działalnością w związkach zawodowych. W wyborach w 1989 z ramienia socjaldemokratów uzyskał mandat posła do Parlamentu Europejskiego III kadencji. W 1994 i 1999 z powodzeniem ubiegał się o reelekcję. W 2001 odszedł ze swojego ugrupowania, wystąpił z grupy socjalistycznej i przeszedł do frakcji komunistycznej. Pracował m.in. w Komisji Kontroli Budżetowej (z krótkimi przerwami przez trzy kadencje jako jej wiceprzewodniczący). W PE zasiadał do 2004.
Zasiadał też w radzie regionalnej Zelandii i w samorządzie gminy Næstved (z ramienia własnego komitetu wyborczego Blaklisten). W 2009 po słabym wyniku wyborczym zapowiedział rezygnację z działalności politycznej.